# Фудбалска репрезентација Југославије 1920.
Југословенски ногометни савез (ЈНС) основан је у Загребу 14. априла 1919. године. У ЈНС је 1920. регистровано 112 клубова (Загреб 73, Београд 13, Сплит 11, Љубљана 7, Сарајево 8). Поднет је захтев за учлањење савеза у ФИФА (Међународна федерација фудбалских асоцијација фр. Fédération Internationale de Football Association), која руководи светским фудбалом. Југославија је у ФИФИ добила статус привременог члана 4. маја 1921, док је стални члан постала 23. маја 1923.
Фудбалска репрезентација Југославије је своју прву утакмицу одиграла 28. августа 1920. године на Летњим олимпијским играма 1920..
Ово је први од неколико десетина текстова који следе, са подацима о годишњим резултатима репрезентације са саставима у појединим сусретима и статистиком са тих сусрета.

### Резултати
| #  | Датум        | Противник    | Резултат  | Стрелци | Стадион/Место       | Гледалица | Судија                    | Састав | Врста |                                              |
| -- | ------------ | ------------ | --------- | --- | ------------------- | --------- | ------------------------- | --- | ----- | -------------------------------------------- |
| 1. | 28.08. 10,00 | Чехословачка | 0:7 (0:3) | 0:1 Ваник 20', 0:2Јанда 34', 0:3 Седлачек 43', 0:4 Ваник 46', 0-5 Јанда 50', 0:6 Јанда 75', 0:7 Ваник 79'пен | Брудстрат Антверпен | 600       | Рафаел ван Праг Белгија   | Врђука (Гра. 1/0), Жупанчић (ХАШК 1/0), Шифер (Гра. 1/0), Тавчарј (Или.1/0), Циндрић (Кон.1/0), Рупец (Гра. 1/0), Враговић (Гра. 1/0), Дубравчић (Кон. 1/0 Кап.), Першка (Гра. 1/0) Гранец (Гра. 1/0), Ружић(Југ. 1/0) Селектор:др Вељко Угринић (1) | ОИ    | Архивирано на веб-сајту (13. септембар 2012) |
| 1. | 2.09. 12,00  | Египат       | 2:4 (1:2) | Дубравчић (I. пол), Ружић (II. пол) Сајед Абаза 2. гола, Хасан Алуба, Хусеин Хегази                          | Брудстрат Антверпен | 500       | Рафаел ван Праг** Белгија | Врђука (Гра. 2/0), Шифер (Гра. 2/0), Поробић (БСК 1/0), Рупец (Гра. 2/0), Враговић (Гра. 2/0), Шолц (Кон. 1/0), Симић (БСК 1/0), Дубравчић (Кон. 2/1)***, Першка (Гра. 2/0) (46‘ Којић (БСК 1/0)), Ружић (Југ.2/1) Селектор: др Вељко Угринић (2)    | ОИ    | Архивирано на веб-сајту (26. јун 2008)       |

Легенда:
- (Гра. 1/0 Кап.) = НК Грађански, 1 прва утакмица, 0 голова, капитен
- Податак са сајта ФИФА  Архивирано на веб-сајту  (26. јун 2008), сајт ФСС [мртва веза] каже Henri Christoff (Bel)
  - Артур Дубравчић је био први капитен и стрелац првог гола за репрезентацију Југославије.

### Укупан биланс репрезентације у 1920 год
| Година | Играла | Добила | Нерешила | Игубила | Голова дада | Голова примила | Гол-разлика |
| ------ | ------ | ------ | -------- | ------- | ----------- | -------------- | ----------- |
| 1920   | 2      | 0      | 0        | 2       | 2           | 11             | -9          |

### Листа стрелаца
| Пласман | Име             | Клуб           | Играо 1920. | Укупно играо | Голови 1920 | Укупно голова |
| ------- | --------------- | -------------- | ----------- | ------------ | ----------- | ------------- |
| 1       | Артур Дубравчић | Конкордија     | 2           | 2            | 1           | 1             |
| 1       | Јован Ружић     | СД Југославија | 2           | 2            | 1           | 1             |

### Играли 1920
| ред. бр | Име                | Клуб        | Играо 1920. | Укупно играо | Голови 1920 | Укупно голова |
| ------- | ------------------ | ----------- | ----------- | ------------ | ----------- | ------------- |
| 1.      | Драгутин Врђука    | Грађански   | 2           | 2            | 0           | 0             |
| 2.      | Јарослав Шифер     | Грађански   | 2           | 2            | 0           | 0             |
| 3.      | Рудолф Рупец       | Грађански   | 2           | 2            | 0           | 0             |
| 4.      | Драгутин Враговић  | Грађански   | 2           | 2            | 0           | 0             |
| 5       | Емил Першка        | Грађански   | 2           | 2            | 0           | 0             |
| 6       | Артур Дубравчић    | Конкордија  | 2           | 2            | 1           | 1             |
| 7       | Јован Ружић        | Југославија | 2           | 2            | 1           | 1             |
| 8.      | Вјекослав Жупанчић | ХАШК        | 1           | 1            | 0           | 0             |
| 9.      | Станко Тавчар      | Илирија     | 1           | 1            | 0           | 0             |
| 10.     | Славин Циндрић     | Конкордија  | 1           | 1            | 0           | 0             |
| 11.     | Иван Гранец        | Грађански   | 1           | 1            | 0           | 0             |
| 12.     | Бранимир Поробић   | БСК         | 1           | 1            | 0           | 0             |
| 13.     | Јосип Шолц         | Конкордија  | 1           | 1            | 0           | 0             |
| 14.     | Никола Симић       | БСК         | 1           | 1            | 0           | 0             |
| 15.     | Андрија Којић      | БСК         | 1           | 1            | 0           | 0             |